# Котлярский, Яков Лазаревич
Яков Лазаревич Котлярский (1899, Одесская область — 26 февраля 1944) — советский разведчик, полковник.

## Биография
Из семьи рабочего. Беспартийный. Еврей. В РККА с 1920 года.
Окончил военную школу (1923), Восточный факультет Военной академии им. М. В. Фрунзе (1932—1935).
Начальник отделения Школы Разведывательного управления Штаба РККА, в распоряжении Разведуправления (сентябрь 1935 — июнь 1938). Преподаватель общей тактики Военной академии им. М. В. Фрунзе (июнь 1938 — октябрь 1940). Преподаватель кафедры оперативно-тактической подготовки Высшей специальной школы Генерального Штаба Красной Армии (октябрь 1940 — июль 1941).
Участник Великой Отечественной войны. С июля 1941 года — начальник штаба дивизии в распоряжении Военного совета Западного фронта. Заместитель командира 199-й стрелковой дивизии.
Погиб в бою. Похоронен в деревне Стасево Витебской области.